# Gaston Boissier (peintre)
Pour les articles homonymes, voir Gaston Boissier et Boissier.
Gaston Maurice Émile Boissier, né le 1er mars 1885 dans le 16e arrondissement de Paris, et mort à Nice le 19 septembre 1942, est un peintre français.

## Biographie
Boissier est le fils de Fortunin Boissier, employé de banque, et de Marie Joséphine Victorine Ramon, sous-directrice d'école maternelle. En 1908, il épouse à Paris Marie Manquin.
Il envoie ses œuvres au Salon des indépendants de Paris en 1907 et 1909.
Son tableau Promenade des Anglais est vendu à New-York en 1989 35 200 USD.
Boissier meurt à Nice le 19 septembre 1942.